# Бентинк, Тимоти, 12-й граф Портленд
Тимоти Чарльз Роберт Ноэль Бентинк, 12-й граф Портленд, широк известный как Тим Бентинк (англ. Timothy Charles Robert Noel Bentinck, 12th Earl of Portland; род. 1 июня 1953 года) — английский пэр, актёр и писатель

, известный своей давней ролью Дэвида Арчера в сериале BBC Radio 4 «Арчеры».

## История и образование
Родился 1 июня 1953 года на овцеводческой ферме в Бартоне, штат Тасмания, Австралия. Единственный сын интеллектуала-нонконформиста Генри Бентинка, 11-го графа Портленда (1919—1997), и Паулины Урсулы Меллоус (1921—1967). В возрасте двух лет переехал в Беркхемстед в Великобритании. Он посещал местную подготовительную школу, школу Харроу и Университет Восточной Англии, где провел большую часть своего времени в драматическом обществе , прежде чем получил степень бакалавра в области истории искусства. После окончания университета он обучался актерскому мастерству в Бристольской театральной школе Олд Вик.

## Карьера
Тим Бентинк является актером с 1978 года и известен ролями Дэвида Арчера в сериале «Арчеры» на BBC Radio 4 и Тома Лейси в драматическом сериале «Разделенный меч» на телевидении Би-би-си (1983—1985). Он также закадровый исполнитель, предоставляя голос Джеймса Бонда для видео-игры и целого мира мало (Нинтендо 64 и для PlayStation), и голос Роджера Рэдклиффа в «101 далматинец» 2: Приключения Патча в Лондоне, и в течение 15 лет с 1990 по 2006 год был голос «Не прислоняться» на Лондонского метро линии Piccadilly. У Бентинка есть длинный список театральных, телевизионных и кинокартин. Он появился в Гуще событий в 2005 и 2007 годах и снялся с Дэвидом Джейсоном в «Королевской телохранительнице» в 2012 году.
Как и он сам, Бентинк появился на Call My Bluff, выиграл раунд Университетского вызова, Вдохновитель знаменитостей , Бессмысленные знаменитости и победил Джудит Кеппел в области науки в Яйцеголовых знаменитостях.
Бентинк переозвучил Жерара Депардьё в фильме Нувель Франс и Чоу Юньфата в Crouching Tiger, Hidden Dragon., и Чоу Юн Фат в Крадущийся тигр, затаившийся дракон. Он предоставил пост-продакшн голоса для десятков крупных американских и британских фильмов и телевизионных постановок с целью оказания голоса как шотландские и английские войска вместе с Мелом Гибсоном в Храбром сердце.
Его первая роль в кино была, как Харрис, лейтенант Роджер Мура в Захвате в Североном море; другие роли в фильмах включают Уильяма Голдмана Год кометы, западной, гордость Уэйд Эллисон, а также короткометражный фильм, заперт на Багси реки стали — победитель Лучший иностранный короткометражный фильм на Лансароте кинофестивале в 2013 году. Также Быстрые девушки, Перераспределители, Правило номер три с Николасом Холтом, Пираты Пензанса с Кевином Клайном, Двенадцатая ночь Тревора Нанна, Ярмарка Тщеславия, командир подводной лодки в «Энигме», Фантастические звери и где их найти, и много короткометражных и студенческих фильмов. В 2018 году он снялся с Джеком Ротом в роли Конрада в фильме Netflix «Мы и они». Он сыграл роль Фредерика Форсайта в телевизионном фильме Би-би-си " Рег " (2016).
На сцене, после многих выступлений в лондонских театрах, Бентинк снялся в роли короля пиратов в «Пиратах Пензанса» в Королевском театре Друри-Лейн в 1982 году, в роли капитана Брайса в «Аркадии» в Королевском театре Хеймаркети в роли Хьюберта Лори в «Ночь должна наступить», также в «Хеймаркете». Бентинк посетил персональное шоу «Люби свои шоколадки» — смесь историй, комедийных песен и мультимедийных материалов, и сыграл Фрэнка в Обучении Риты в театре «Уотермилл», Ньюбери, Беркшир, в 2009 году. В 2018 году он сыграл нового премьер-министра Адама Мастерса в комедии «Брексит». в театре «Плезанс», Эдинбург, и в «Королевской голове», Ислингтон.
Бентинк регулярно пишет статьи о путешествиях для Mail on Sunday, а его книга «Авангардная подсказка», написанная в соавторстве с Альбертом Уэллингом, опубликована на Kindle. В марте 2015 года его детская книга «Колин Кемперван» была опубликована издательством FBS.
Автобиография Бентинка «Быть Дэвидом Арчером — И другие необычные способы зарабатывать на жизнь» была опубликована Констеблем в 2017 году. Книга года по радио Уилтшира.
Бентинк много раз появлялся в качестве гостя в аудиодрамах Big Finish, в том числе в версиях «Доктор Кто», «Торчвуд», «7 Блейка» и «Космос 1999».
В честь Дня рождения королевы 2018 года он был назначен членом ордена Британской империи (MBE) за заслуги в драматургии.
Бентинк также является изобретателем с несколькими патентами на свое имя, а также программистом/дизайнером веб-сайтов, музыкантом и писателем.

## Телевидение
- The Game,
- The Politician's Husband,
- Королевский телохранитель (2011) — сэр Эдвард Хастингс
- Tales of the Unexpected:The Stinker,
- Twenty Twelve,
- The Thick of It,
- Doctors,
- Broken News,
- Shadow Play,
- Sharpe’s Rifles,
- The Armando Iannucci Shows,
- A Prince Among Men,
- Grange Hill,
- Made in Heaven,
- Square Deal,
- By the Sword Divided,[24]
- EastEnders[25]
- Silent Witness.[26]

## Видеоигры
Бентинк также озвучивал множество названий видеоигр:
- The Feeble Files
- The World Is Not Enough
- 007 Racing
- Prisoner of War
- Secret Weapons Over Normandy
- James Bond 007: Everything or Nothing
- Knights of Honor
- Medieval II: Total War
- Heavenly Sword
- Hellgate: London
- Viking: Battle for Asgard
- Rhodan: Myth of the Illochim
- Memento Mori
- Divinity II
- Venetica
- Dragon Age II
- Star Wars: The Old Republic
- The Book of Unwritten Tales
- Deponia
- Risen 2: Dark Waters
- The Secret World
- The Night of the Rabbit

## Другие работы
В 1995 году Бентинк был одним из читателей стихотворений Эдварда Лира на специально изготовленном аудиокоде «Произнесенное слово», собравшем коллекцию бессмысленных песен Лира.

## Титулы
После смерти Виктора Кавендиша-Бентинка, 9-го герцога Портленда и 10-го графа Портленда в 1990 году отец Бентинка Генри, родственник первого, унаследовал графство Портленд. В 1997 году Тим сменил своего отца в качестве 12-го графа Портленда. Он занимал место на некоторых заседаниях Палаты лордов, но не произносил никаких речей (или вопросов), прежде чем потерять право и не баллотироваться на избирательных внутренних выборах в соответствии с Актом о Палате лордов 1999 года.
29 декабря 1732 года достопочтенный Уильям Бентинк (1704—1774), барон Бентинк из герцогства Гельдерн (второй оставшийся в живых сын Ганса Виллема Бентинка), был произведен в графы Священной Римской империи как граф (Graf) Бентинк по императорскому патенту. Это звание также присуще ему. В соответствии с Королевским ордером от 27 апреля 1932 года на иностранные титулы разрешение, предоставленное королевой Викторией на использование титула и стилей дочерей в обществе в Великобритании, было отменено в отношении любых живых наследников, последними из которых были покойные отец и тетя Бентинка.

## Личная жизнь
9 сентября 1979 года в Лондоне Тим Бентинк женился на модистке Джудит «Джуди» Энн Эмерсон (род. 10 октября 1952 года, Ньюкасл-андер-Лайм). У них двое сыновей:
- Уильям Джек Генри Бентинк, виконт Вудсток (род. 19 мая 1984 года, Хайгейт), 1 июля 2021 года женился на Ребекке Ньютон.
- Достопочтенный Джаспер Джеймс Меллоуз Бентинк (род. 12 июня 1988 года, Лондон).